# Hygrostola robusta
Hygrostola robusta là một loài bướm đêm trong họ Noctuidae.